# Гросвальд, Ольгерд
Ольгерд Гросвальд (латыш. Oļģerts Grosvalds; 1884—1962) — латвийский искусствовед, общественный и государственный деятель.

## Биография
Ольгерд Гросвальд родился 25 апреля 1884 года в Риге, в семье юриста Фридриха Гросвальда. Брат — художник Язепс Гросвальд.
Учился истории искусств в Дерптском и Парижском университетах. В 1912 году получил докторскую степень в Мюнхенском университете.
Был секретарём Латвийского общества искусствоведов (1913—1918), секретарём Отдела иностранных дел Временного национального совета Латвии (1917), членом Народного совета Латвии (1918), секретарём латвийской делегации на Парижской мирной конференции (1919), министром-резидентом Временного правительства Латвии (1919—1921), послом Латвийской Республики в странах Западной Европы (1921—1924, 1925—1940), руководителем отдела в Министерстве иностранных дел Латвии (1924—1925).
В начале 1920-х годов публиковал критические, научные и литературные работы по проблематике западноевропейского искусства. Был среди организаторов Второй латвийской художественной выставки в Париже. С 1954 года участвовал в работе Ассамблеи угнетённых народов Европы.
Умер 12 сентября 1962 года в Париже. Похоронен на кладбище Пер-Лашез.

## Награды
- Орден Трёх Звёзд III степени (1926)
- Орден Трёх Звёзд II степени (1928)
- Крест Признания I степени № 14 (16 ноября 1938)[2]
- Различные награды иных государств